# AN-M52
AN-M52 – amerykańska bomba zapalająca wagomiaru 2 funtów. Była stosowana podczas II wojny światowej przez lotnictwo US Navy i USAAC. Przenoszona w bombach kasetowych.
Bomba AN-M52 miała cylindryczny korpus wykonany z magnezu wypełniony 0,18 kg termatu (mieszaniny termitu z siarką i azotanem baru).

## Bibliografia

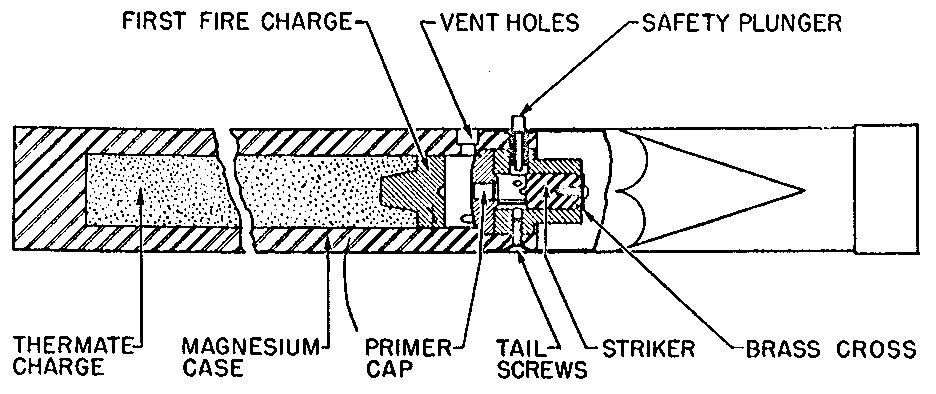
Przekrój bomby AN-M52